# Nadja Bernhard

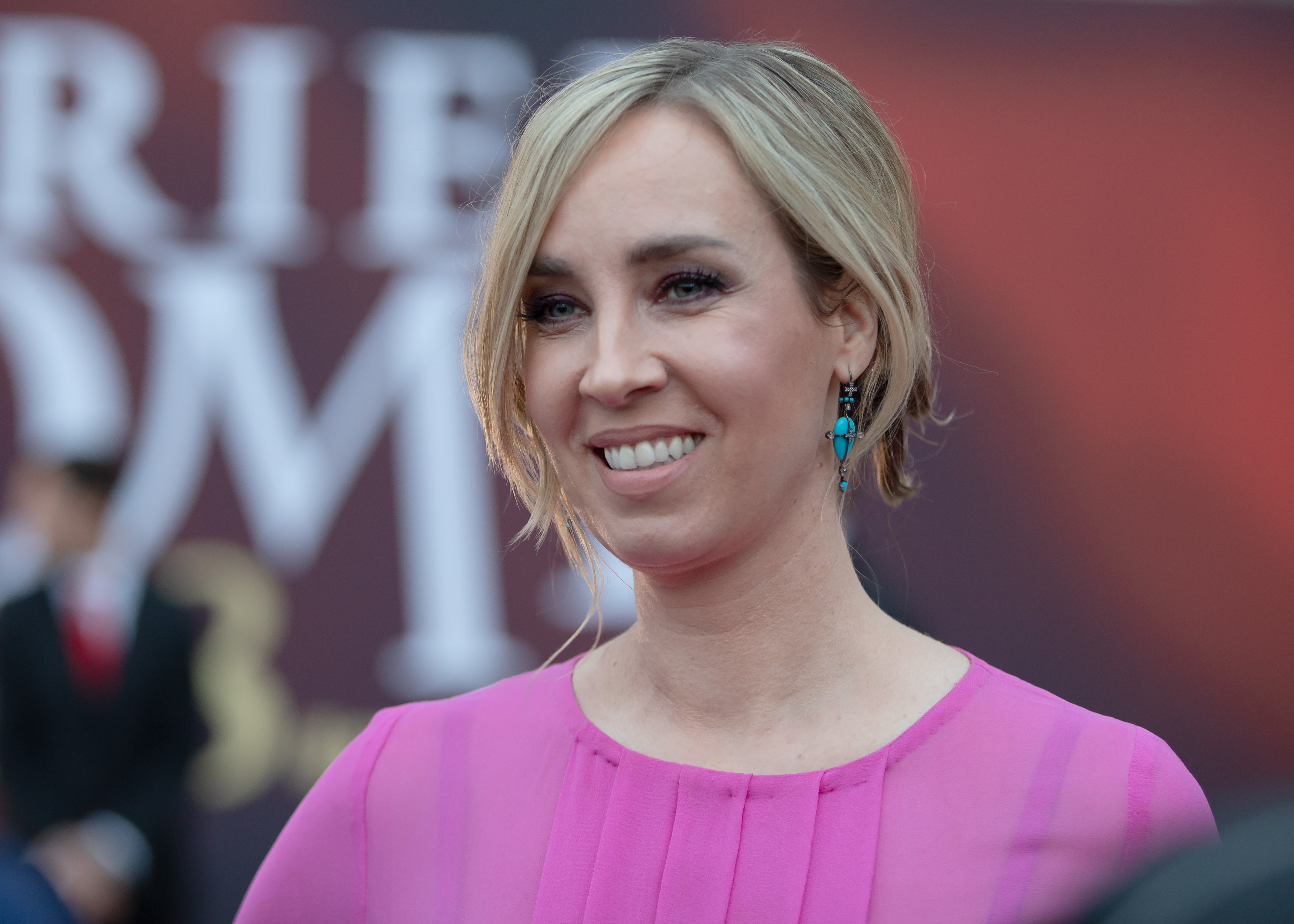
Nadja Bernhard bei der Romyverleihung 2018

Nadja Bernhard (* 17. September 1975 in Windsor, Kanada) ist eine österreichische TV-Journalistin und Moderatorin. Einer breiten Öffentlichkeit ist sie als Moderatorin der ORF-Nachrichtensendung Zeit im Bild (ZIB) bekannt.

## Werdegang
Nadja Bernhard zog mit acht Jahren in die Steiermark und absolvierte 1994 am Gymnasium Leibnitz die Matura, danach studierte sie Publizistik und Kunstgeschichte an der Universität Wien. In dieser Zeit arbeitete sie auch am Institut für Publizistik. Später studierte sie ein Semester lang an der Universität La Sapienza in Rom.
Nadja Bernhard kam 1999 zum ORF und war anfangs für die Übersetzung der Oscar-Verleihung eingesetzt. Später arbeitete sie als Produzentin im ORF-Studio in Rom. Nach kurzer Tätigkeit im Landesstudio Steiermark wechselte sie als freie Journalistin nach Rom, wo sie zwischen September und Juni 2008 auch als zweite ORF-Korrespondentin tätig war. Von Juli 2008 bis Juli 2010 berichtete Bernhard aus Washington, D.C. In diese Zeit fielen die Wahl von Barack Obama zum US-Präsidenten sowie die Erdbebenkatastrophe in Haiti (Jänner 2010).
Mit Jänner 2011 war sie für die Auslandsredaktion im ORF-Zentrum in Wien tätig. Sie kehrte zum Jahrestag des Erdbebens nach Haiti zurück, berichtete von der ägyptischen Revolution aus Kairo und den Unruhen in London. Weitere Einsätze führten sie 2011 nach Libyen (Tripolis) und in den Irak (Bagdad, Arbil).
Journalistisch arbeitete Bernhard auch an Beiträgen für ABC und BBC. Des Weiteren ist sie als selbständige Moderatorin tätig.
Bernhard präsentierte von März bis Dezember 2012 im ORF die Kultursendung Kulturmontag, abwechselnd mit Martin Traxl, und ab September 2012 auch die ORF-matinee (Kulturvormittag).
Seit Dezember 2012 moderiert Bernhard die Zeit im Bild (ZIB) auf ORF 2 (Siehe auch: Zeit im Bild (ZIB)).
2018 übernahm Bernhard zusammen mit Hans Bürger die Moderation der ORF-Sommergespräche.
Seit 2021 moderiert sie gemeinsam mit ihrem ORF-Kollegen Peter Fässlacher die Nestroy-Theaterpreisverleihung.
Mit ihrem Co-Moderator der Zeit im Bild (ZIB) Tarek Leitner moderierte sie 2023 den Wiener Opernball im ORF.

## Zeit im Bild (ZIB)
Einer breiten Öffentlichkeit wurde Nadja Bernhard durch die Moderation der Zeit im Bild (ZIB) auf ORF 2 beginnend mit Dezember 2012 bekannt. Bis 31. Dezember 2013 moderierte sie diese zusammen mit Eugen Freund, danach mit Rainer Hazivar und seit 2015 mit Tarek Leitner.

## Privatleben

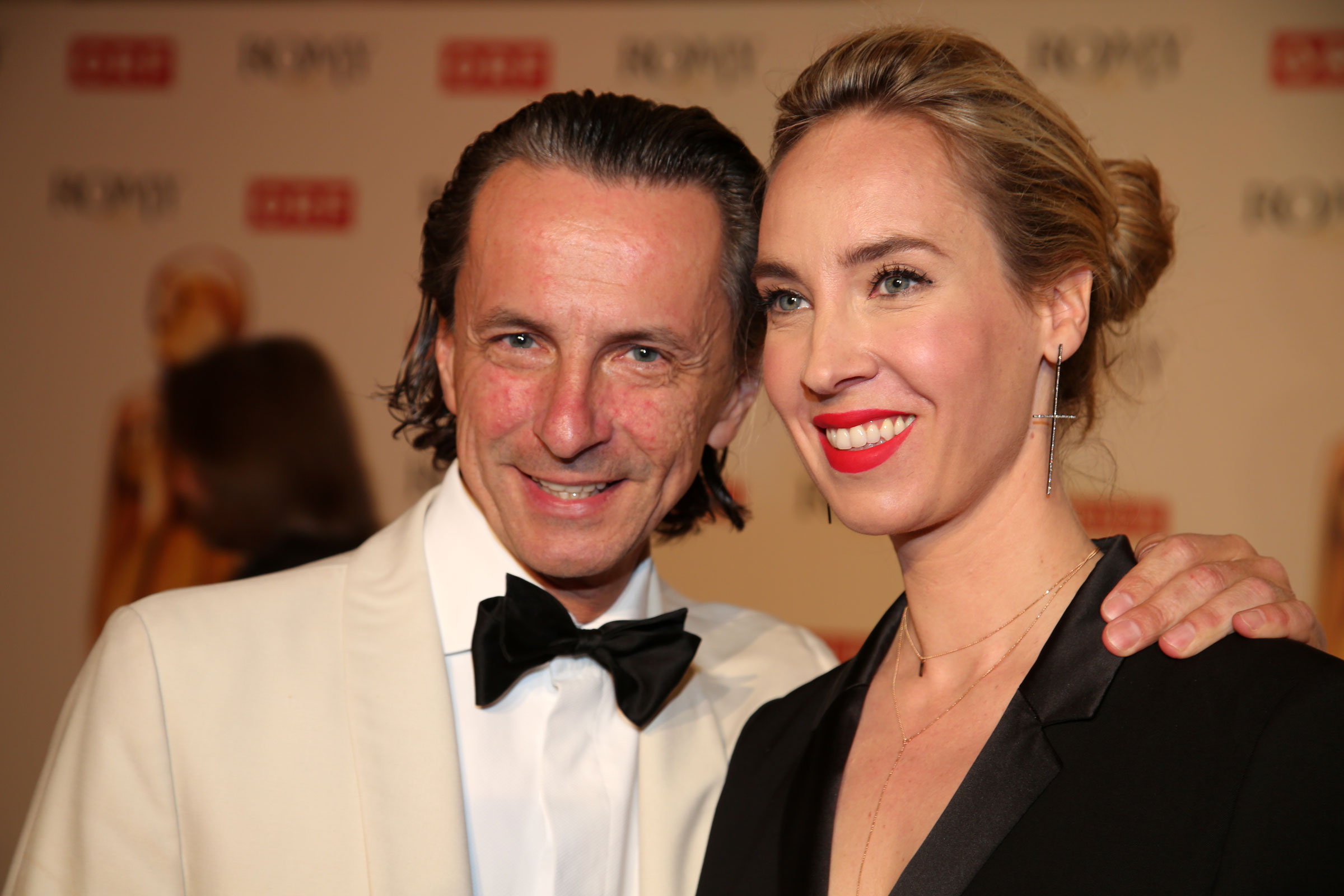
Nadja Bernhard mit Christian Rainer (2015)

Nadja Bernhard war von 2012 bis 2017 mit Christian Rainer, dem Chefredakteur und Herausgeber des österreichischen Nachrichten-Magazins profil, liiert.

## Auszeichnungen
- Romyverleihung 2018 – Auszeichnung in der Kategorie Information